# Дубровенка
Дуброве́нка (бел. Дубраве́нка) — река в Республике Беларусь, протекает по территории Могилёвского района Могилёвской области; правый приток Днепра.

## Характеристика
Протяжённость реки около 18 км. Её исток находится возле деревни Софиевка Полыковичского сельсовета. Река имеет два основных притока: Струшню и Приснянку. Площадь водосборного бассейна — 56 км².
Ещё в начале XX века Дубровенка представляла собой широкую и полноводную реку. В 30-е годы XX века большие лодки с рыбой поднимались вверх по течению Дубровенки до пристани, располагавшейся в районе за сегодняшним Центральным рынком Могилёва.

## Происхождение названия
Название Дубровенка происходит от «дуброва», дубовый лес.

## Фауна
В реке обитают: карась, окунь, карп, щука, голавль, плотва и др. рыбы. Находят себе пристанища и гнездовья водоплавающие птицы (в частности, кряковые утки). По берегам роют себе норы бобр и ондатра.

## История
- Наводнение 1942 года

## Галерея
- Место впадения Струшни в Дубровенку
- Парк на берегу Дубровенки в Могилёве
- Мост через Дубровенку на Проспекте Мира